# Bolton (Greater Manchester)
Bolton is een stad in het bestuurlijke gebied Bolton, in de Engelse graafschap Greater Manchester. De plaats telt 194.189 inwoners (2011).

## Sport
Bolton Wanderers FC is de betaaldvoetbalclub van Bolton en speelt haar wedstrijden in het Macron Stadium. De club won vier keer de FA Cup.

## Geboren
- Samuel Crompton (1753-1827), uitvinder  Mule Jenny
- Thomas Ainsworth (1795-1841), textieltechnicus
- Thomas Cole (1801-1848), landschapsschilder
- Thomas Moran (1837-1926), kunstschilder
- Arthur Rostron (1869-1940), kapitein
- Charles Holden (1875-1960), architect (ontwerpen voor militaire begraafplaatsen en Londense metrostations)
- Nat Lofthouse (1925-2011), voetballer
- Anna Dawson (1937), actrice
- Brian Waites (1940-2025), golfer
- Nicholas Gleaves (1969), acteur
- Lisa Ashton (1970), dartster
- Paul Nicholls (1979), acteur
- Liam Boyle (1985), acteur
- Paul Holowaty (1985), acteur
- Danny Jones (1986)
- Jason Kenny (1988), wielrenner
- Tom Parker, zanger (1988-2022), zanger en acteur
- Fred Dibnah (steeplejack) (1938-2004)

## Afbeeldingen

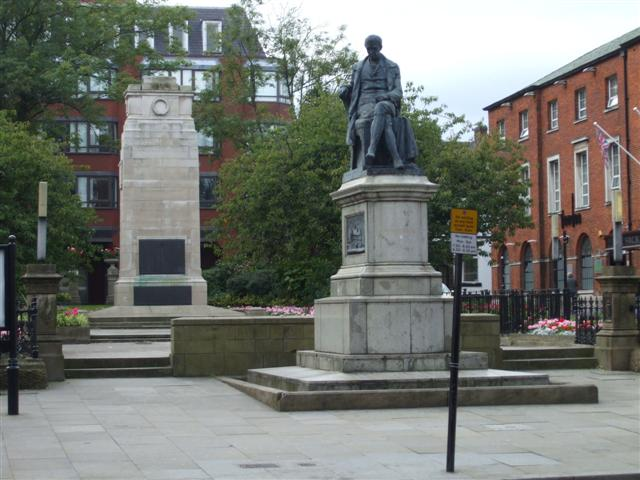
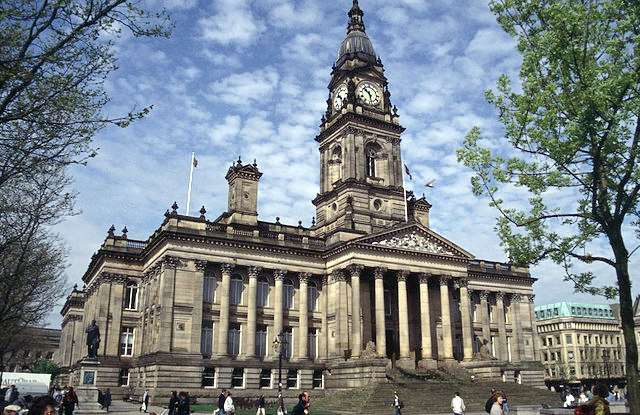
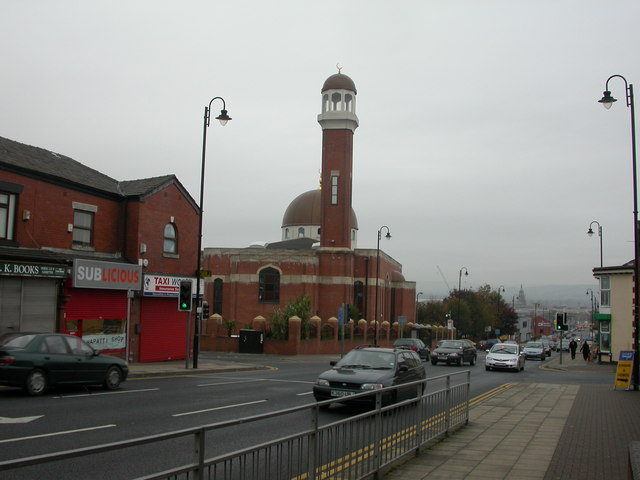
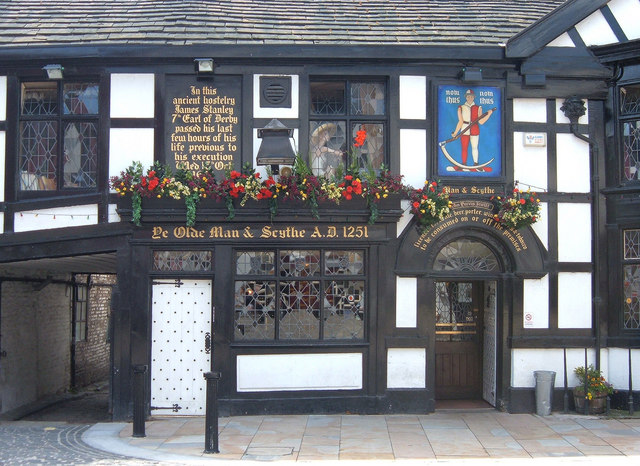
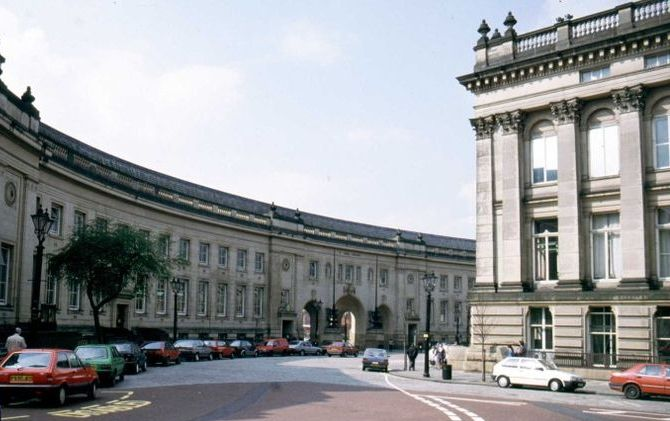
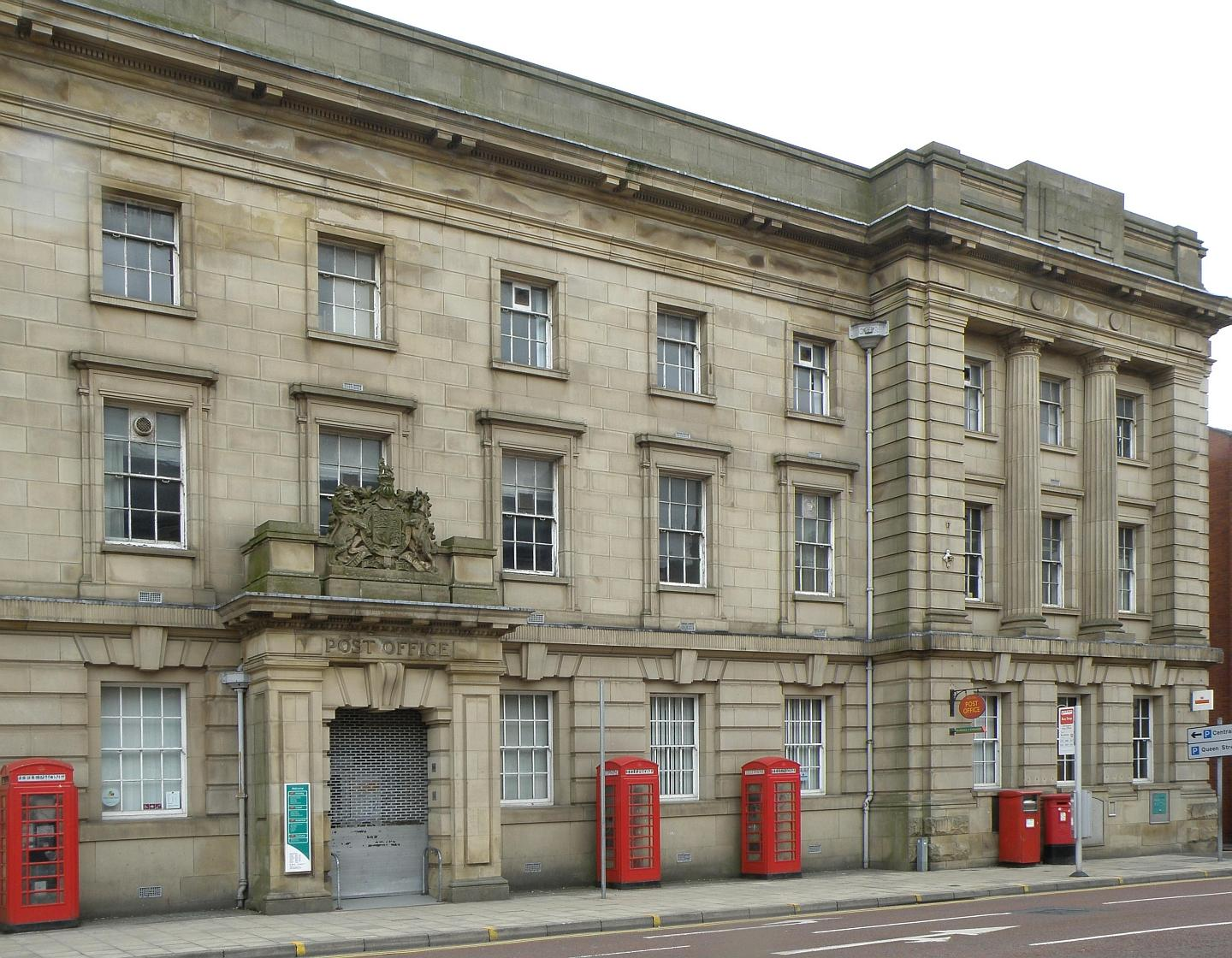

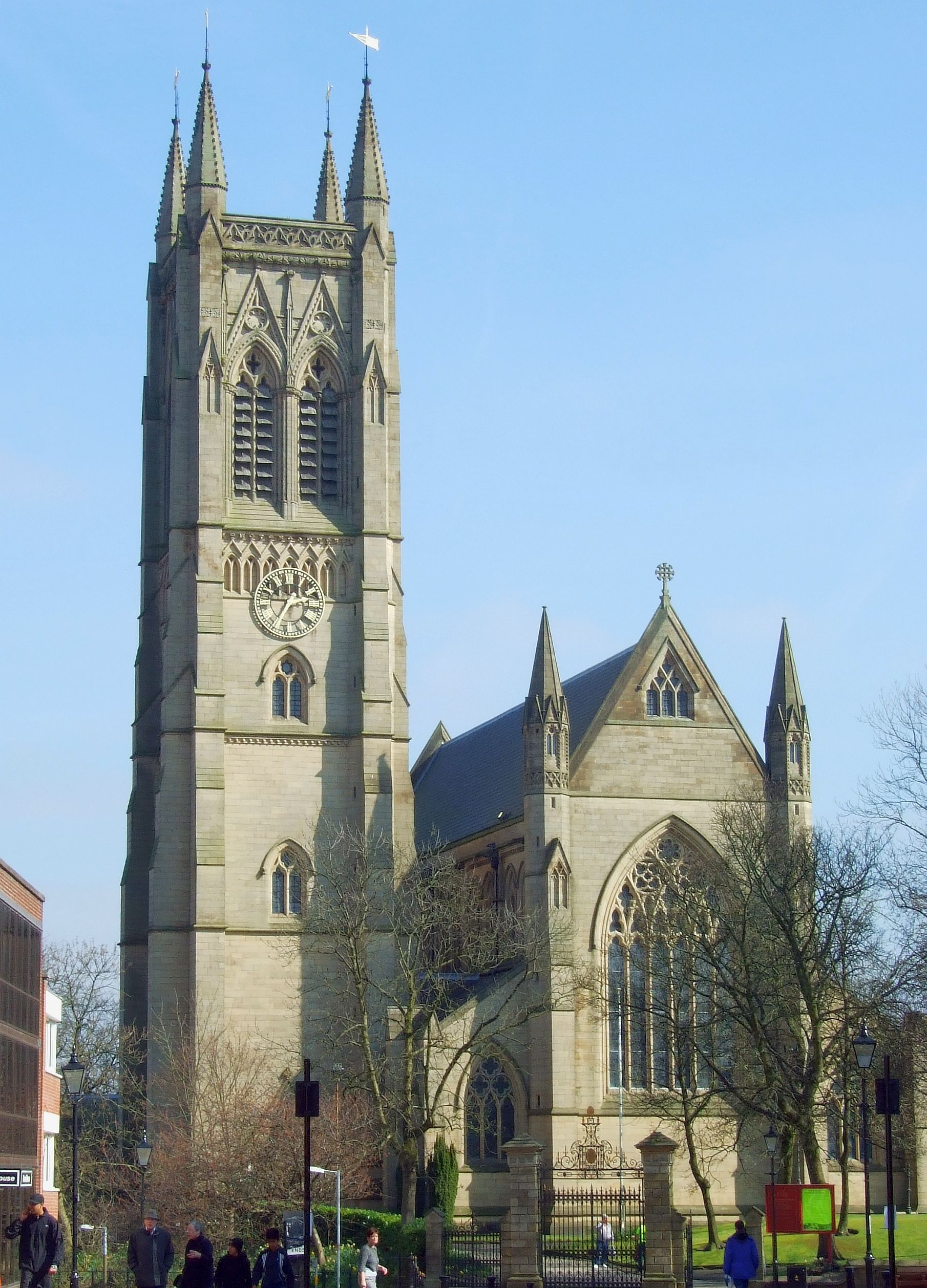